# Fântânile Negre
Fântânile Negre – wieś w Rumunii, w okręgu Mehedinți, w gminie Poroina Mare. W 2011 roku liczyła 193 mieszkańców.